# HC Lední Medvědi Pelhřimov
Le HC Lední Medvědi Pelhřimov est un club de hockey sur glace de Pelhřimov en République tchèque.

## Historique
Le club est créé en 1931 sous le nom de HC Pelhřimov. Au cours de son histoire, il a temporairement porté le nom de HC Spartak Pelhřimov. En 2013, il prend le nom de HC Lední Medvědi Pelhřimov. Il a évolué dans la 2. liga de 2002 à 2019.

## Palmarès
- Néant.